# Stainless Night
Stainless Night (яп. ステンレスナイト сутэнрэсу найто, «Бесподобная ночь») — порнографическая манга на тему футанари японского автора Кэя Амаги (亜麻木硅), опубликованная Fujimi Shuppan в июне 1994 года под лейблом Fujimi Comics (富士美コミックス). Первый том имел подзаголовок 2010 LINEAR. Продолжение 2021 SAYAKA было опубликовано в декабре 1995 года. В том же году вышло одноимённое аниме, снятое Рюносукэ Отонаси (дизайнер персонажей и режиссёр Iria: Zeiram the Animation) на студии Pink Pineapple. Аниме состоит из двух серий в формате OVA. События первой серии повторяют происходящее в первом томе манги, а вторая серия, соответственно, создана по мотивам второго тома.
В манге рассказывается о том, как девушки Мисудзу и Саяка в горах находят сломанного андроида, красивую девушку по имени Линеар, которая в течение 10 лет спала в капсуле. Когда она просыпается, то не может вспомнить прошлое.

## Сюжет
Саяка и Мицудзу собирались в отпуск. В ту ночь собака Саяки что-то услышала снаружи. Девушки нашли андроида Линеар и взяли её в исследовательский центр. В бессознательном состоянии она видела кошмары с видениями людей, которые экспериментировали с ней когда-то. Когда она очнулась, выяснилось, что она ничего не помнит о прошлом, а помнит только своё имя. После пикника в ту же ночь Линеар вдруг почувствовала сексуальное вожделение и использовала Саяку, чтобы удовлетворить его, называя Саяку своим хозяином. Саяка выяснила, что Линеар может заниматься любовью как с мужчинами, так и с женщинами (так как является футанари).
Во второй части Мисудзу обнаруживает свою подругу Аки висящей на дереве, она ещё жива и потеряла сознание. Линеар и Саяку, которые остановились в исследовательском центре, находит киборг, который охотится на Линеар.

## Роли озвучивали
- Каору Фудзино — Линеар
- Кумико Нисихара — Саяка
- Риэ Ивацубо — Аки
- Юко Кобаяси — Мисудзу